# Медаль А. А. Шепелева
Стрелецкий бунт 1682 года послужил поводом для появления в России нового типа наградных медалей. Сделано их было несколько. До наших дней сохранился оловянный слепок одной из них (Исторический музей, Москва). Это довольно большая золотая медаль, на одной стороне которой герб Москвы и вокруг него надпись: «Божией милостию мы, великие государи и великие князи Иоанн Алексеевич, Петр Алексеевич и великая государыня благоверная царевна и великая княжна Софья Алексеевна Всея Великия и Малыя и Белыя России самодержсцы…». Эта надпись продолжается на другой стороне медали: «… пожаловали генерала думного нашего Аггея Алексеевича Шепелева за службы 1682 г., что он был в нашем великих государей походе в Троицком Сергиевском монастыре з ближним нашим боярином и оберегателем и дворовым воеводой со князем Василием Васильевичем Голициным в товарищах».